# Белосава Асенина
Белосава Асенина (буг. Белослава Асенина) била је бугарска принцеза и краљица Србије од 1234. до 1243. године као жена краља Владислава Немањића.

## Порекло
Белослава је била ћерка бугарског цара Ивана Асена II и његове жене Ане. Имала је сестру Марију која се удала за Манојла Епирског. Могуће је да Белослава није била законито дете, јер Бугарска православна црква није признавала брак између Ивана и Ане. Након победе код Клокотнице, Друго бугарско царство постаје најјача сила на Балкану.

## Брак

### Венчање
Теодосије прича како је Сава, приликом крунисања Владислава, довео синовцу и невесту, ћерку бугарског цара Асена. Брак је склопљен око 1234. године, када је Владислав имао око 36 година. Оваква хронологија утврђена је на основу података о Савиним путовањима на исток. Краља Владислава и краљицу Белославу крунисао је архиепископ Арсеније I. Свети Сава, поглавар српске православне цркве, је организовао венчање ради обезбеђивања добрих односа са Бугарском. Сава је био противник насилних збацивања са власти. Због сукоба који је избио међу браћом напустио Србију и отишао у Св. Земљу. Архиепископски трон Сава је препустио игуману манастира Жиче, свом ученику Арсенију Првом. У одсуству Светог Саве, краља Владислава и краљицу Белославу крунисао је нови архиепископ.

### Белослава као краљица Србије
О брачном животу Белославе и Владислава не зна се много. Краљица Белослава је била изузетно одана и окренута православној вери. Одмах је утицала на мужа да почне са зидањем своје задужбине. У старом средишту српске земље, близу Пријепоља, на речици Милешеви, настављена је градња његове цркве посвећене Вазнесењу. Убрзо је подигнут манастир Милешева, чија изградња је добрим делом и њена заслуга. У манастиру Милешева краљ Владислав је сахранио свог стрица Саву, који је умро у Бугарској 14/27. јануара 1236. године, враћајући се са великог ходочашћа по Св. Земљи. У бугарском месту Трново српски архиепископ је свратио код Асена Другог, Белославиног оца, али се изненада разболео и убрзо умро. Захваљујући Белослави, бугарски цар није правио веће проблеме при преузимању Савиног тела из Бугарске.

### Пад са власти
Околности везане за смену на српском престолу 1243. године су нејасне. Ниједан историјски извор не говори директно о овим догађајима. Једини документ који донекле баца светло на грађански рат Уроша и Владислава јесте писмо Дубровчанима новом краљу, датирано у прву половину 1243. године. У њему се помиње и краљица Белослава, која се након пада мужа са власти склонила у Дубровник. Дубровчани су се заклели да неће „ни по мору, ни по суху, ни у Босну”, ни писмима, ни посланицима деловати против краља Уроша. Уједно су то и последњи подаци о Белослави за њена живота. Подаци које добијамо о депозиту краљице Белославе и њеног сина Десе потичу из периода владавине краља Драгутина, када Владислављева жена није била жива..

## Краљичин депозит
Депозит или поклад краљице Белославе био је веома обилан и богат. Садржај више сандука (већих и мањих) и неколико врећа указује да је утицај византијске културе био присутан у Србији. У односу на запад византијска култура је, у то време, била далеко напреднија. У то време, када на западу нема ни помена о женском рубљу, српска краљица Белослава је носила дуге свилене кошуље. У њеном инвентару помињу се и кратке кошуље, које су биле изаткане свиленом и златном жицом. Краљичина соба је била покривена шареним простиркама, а у њеном инвентару помињу се и две завесе извезене свилом. Краљица Белослава је имала богату тоалету, која се разликовала од тоалете жена српских властелина. Била је то изузетно фина тканина грчког и италијанског порекла. Највише је носила одећу модре и црне боје, а у свечаним приликама носила је црвену и зелену боју. У њеном депозиту помињу се и иконе разних светитеља, са сребрним и позлаћеним оквиром и бисерима. Краљица је много полагала на свој спољашњи изглед.

## Потомство
Владислав је са бугарском принцезом Белославом имао више деце. Већ 1237. године, у уговору кога је српски краљ потписао са дубровачким кнезом Ђованијем Дандолом, Дубровчани су предвидели да у случају нужде угосте Владислава, његову жену и децу. Троношки родослов помиње да Владислав није имао синове, већ само две ћерке, што није тачно. Поуздано се зна за двојицу Владиславових синова и једну ћерку:
- Стефан
- Деса
- ћерка непознатог имена, удата за омишког кнеза Ђуру Качића.

О постојању Владислављеве ћерке сведочи недатирано писмо Ђуре Качића, омишког кнеза, дубровачком кнезу, властели и општини, у коме су поменути „сељаци” које је краљ Владислав дао њему и његовој жени, а својој ћерци. Писмо се датује у период средине 1270-тих година. Стефан, Владиславов старији син, умро је пре 1281. године када се као покојни помиње у манастиру Есфигмену на Светој Гори. О жупану Деси сачувано је нешто више података, захваљујући дубровачким документима. Син краља Владислава оставио је на чување поклад кога су 1281. године преузели изасланици краља Драгутина. Из овога се посредно може закључити да 1. јула 1281. године Деса није био жив. Између осталог, Деса је у депозит оставио и заставу од свиле црвене и плаве ("vexillum unum de zendato rubeo et blavo"). То је први податак о бојама једне српске заставе у српској историји.

## Породично стабло
|  |                               |  |  |  |  |  |  |  |  |  |  |  |  |  |  |  |
|  | Јован Асен I                  |  |  |  |  |  |  |  |  |  |  |  |  |  |  |  |
|  |                               |  |  |  |  |  |  |  |  |  |  |  |  |  |  |  |
|  |                               |  |  |  |  |  |  |  |  |  |  |  |  |  |  |  |
|  | Јован Асен II                 |  |  |  |  |  |  |  |  |  |  |  |  |  |  |  |
|  |                               |  |  |  |  |  |  |  |  |  |  |  |  |  |  |  |
|  |                               |  |  |  |  |  |  |  |  |  |  |  |  |  |  |  |
|  | Завида                        |  |  |  |  |  |  |  |  |  |  |  |  |  |  |  |
|  |                               |  |  |  |  |  |  |  |  |  |  |  |  |  |  |  |
|  |                               |  |  |  |  |  |  |  |  |  |  |  |  |  |  |  |
|  | можда Стефан Немања           |  |  |  |  |  |  |  |  |  |  |  |  |  |  |  |
|  |                               |  |  |  |  |  |  |  |  |  |  |  |  |  |  |  |
|  |                               |  |  |  |  |  |  |  |  |  |  |  |  |  |  |  |
|  | Јелена (супруга Јована Асена) |  |  |  |  |  |  |  |  |  |  |  |  |  |  |  |
|  |                               |  |  |  |  |  |  |  |  |  |  |  |  |  |  |  |
|  |                               |  |  |  |  |  |  |  |  |  |  |  |  |  |  |  |
|  | можда Ана Немањић             |  |  |  |  |  |  |  |  |  |  |  |  |  |  |  |
|  |                               |  |  |  |  |  |  |  |  |  |  |  |  |  |  |  |
|  |                               |  |  |  |  |  |  |  |  |  |  |  |  |  |  |  |
|  | Белосава Бугарска             |  |  |  |  |  |  |  |  |  |  |  |  |  |  |  |
|  |                               |  |  |  |  |  |  |  |  |  |  |  |  |  |  |  |
|  |                               |  |  |  |  |  |  |  |  |  |  |  |  |  |  |  |
|  | Ана Асен                      |  |  |  |  |  |  |  |  |  |  |  |  |  |  |  |
|  |                               |  |  |  |  |  |  |  |  |  |  |  |  |  |  |  |
|  |                               |  |  |  |  |  |  |  |  |  |  |  |  |  |  |  |